# Kanton Clermont-Ferrand-3
 Clermont-Ferrand-3 is een kanton van het Franse departement Puy-de-Dôme. Het kanton maakt deel uit van het arrondissement Clermont-Ferrand.
Het telt 24.644 inwoners in 2018.
Het kanton  werd gevormd ingevolge het decreet van 21  februari 2014 met uitwerking op 22 maart 2015.

## Gemeenten
Het kanton Clermont-Ferrand-3 omvat uitsluitend een (zuidelijk) deel van de gemeente Clermont-Ferrand.